# BR standard class 9F 92220 Evening Star
British Railways standard class 9F 92220 Evening Star («Вечерняя звезда») — английский пассажирский паровоз типа 1-5-0, построенный в 1960 году. Последний паровоз выпущенный для Британских железных дорог. Собственно, по этой причине является единственным английским паровозом, решение о сохранении которого было принято уже в момент постройки. На Британских железных дорогах является 999-м паровозом стандартного типа (англ. standard class).

## История
Паровоз был построен в феврале 1960 года на заводе Swindon Works. Паровоз является последними паровозом класса 9F по дате постройки, но не по номеру, так как завод Crewe Works строил данные паровозы с более высокими номерами. Имя последнему британскому паровозу выбиралось на основе специального конкурса, проведённого в 1959—1960 гг. под руководством самой British Rail. Всего было предложено более сотни вариантов.
Церемония наречения имени паровоза состоялась 18 марта 1960 года в цехе завода в присутствии высоких лиц от Британской транспортной комиссии. После речи, посвящённой прекращению на заводе паровозостроения, последнему паровозу было присвоено имя Evening Star («Вечерняя звезда»), которое как нельзя точно символизировало закат эпохи паровозов. В память о данном событии на дымоотбойнике 9F 92220 была размещена памятная табличка со следующим текстом:
| \| No. 92220 built at Swindon March 1960 The last steam locomotive for British Railways Named at Swindon on March 18, 1960 by K.W.C. Grand, Esq. Member of the British Transport Commission \| |
| No. 92220 built at Swindon March 1960 The last steam locomotive for British Railways Named at Swindon on March 18, 1960 by K.W.C. Grand, Esq. Member of the British Transport Commission       |

После паровоз эксплуатировался на западных участках British Rail, а также на линии Somerset and Dorset Joint Railway. В 1965 году, то есть всего через 5 лет с момента постройки, паровоз отставили от работы, а вскоре передали на сохранение в Национальный железнодорожный музей в Йорке.